# Adriana Dunavska
Adriana Dunavska (în bulgară Адриана Дунавска; n. 21 aprilie 1969, Sofia, Republica Populară Bulgaria) este o gimnastă ce a reprezentat Bulgaria, medaliată olimpică. A participat la o ediție a Jocurilor Olimpice (1988) în care a câștigat o medalie de argint.

## Participări
Lista de mai jos prezintă principalele competiții la care a participat Adriana Dunavska de-a lungul carierei.
- gymnastics at the 1988 Summer Olympics – women's rhythmic individual all-around[*]